# Memorial da Aplicação da Lei (Olympia, Washington)
O Memorial da Aplicação da Lei está instalado no campus do Capitólio do Estado de Washington em Olympia, Washington, nos Estados Unidos. O memorial foi projectado por John Swanson e dedicado no dia 1 de maio de 2006.